# Armin Ronacher

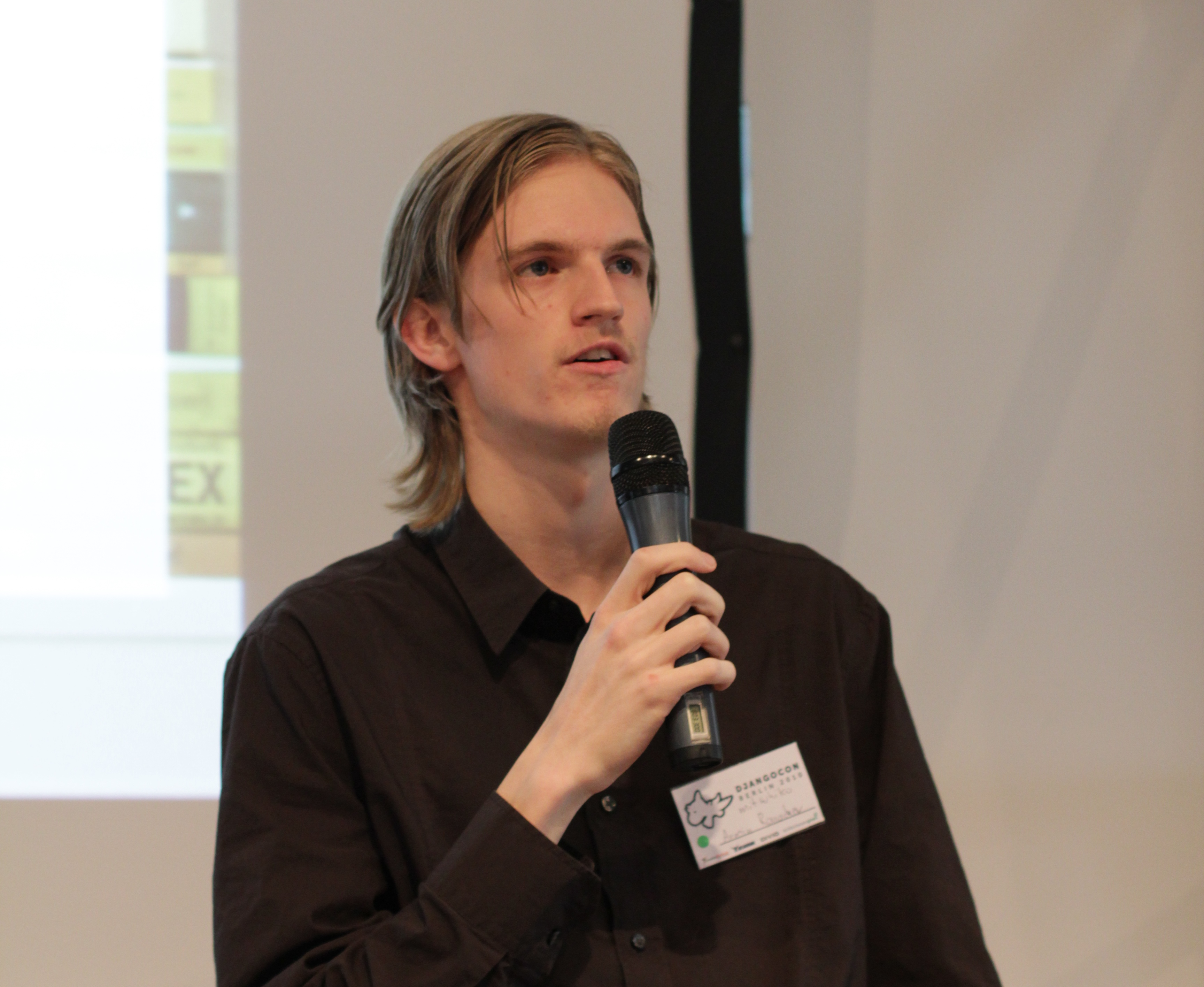
Armin Ronacher (2010)

Armin Hadwin Ronacher (* 10. Mai 1989) ist ein österreichischer Open-Source-Entwickler und Ersteller des Webframeworks Flask.

## Laufbahn
Ronacher begann seine Tätigkeit im Bereich der Open Source Entwicklung als freiberuflicher Entwickler und Administrator im Ubuntu-Portal ubuntuusers. Er nahm durch das Portal später auch an der Gründung des Vereins Ubuntu Deutschland teil.
Während er bei ubuntuusers tätig war, entwickelte er auch einige der ersten WSGI-Implementierungen für Python, wovon die meisten allerdings nie den Status einer stable Release erreichen konnten. Diesen Versuchen entsprangen im späteren Laufe der Zeit allerdings viele andere Projekte: der Pygments Syntax-Highlighter, der Sphinx Dokumentations-Generator, die Jinja template engine und viele andere Python-Bibliotheken. Als ein Mikroframework, in dem Ronacher viele seiner Bibliotheken im Rahmen eines Aprilscherzes zusammenfasste, wesentlich mehr Aufmerksamkeit als die eigentlichen Projekte erhielt, entschied er, die Entwicklung von Flask zu starten. Flask ist heute neben Django eines der am weitesten verbreiteten Python Webframeworks.